# 富山マラソン
富山マラソン（とやまマラソン）は、富山県で2015年から開催されている市民参加型の長距離走大会（市民マラソン）である。各年の大会名称は、富山マラソンの後に年号（西暦）が付記される。

## 概要
北陸新幹線ならびに富山・新高岡駅開業に合わせ、2015年11月1日に初開催された。
フルマラソンの他に車いすマラソンとジョギングのコースがある。フルマラソンのコースは、日本陸上競技連盟公認コースである。
大会開催のノウハウを学ぶことやPRのために、「富山マラソンサポートランナー」を東京マラソン2014などに派遣しており、東京マラソンの提携大会として成績上位者に翌々年の東京マラソン出走権を付与する。

## 種目・コース

### フルマラソン
- フルマラソンは、高岡市を起点に立山連峰を望みながら西から東へ進み、射水市を抜け富山市のゴールまで、3市を駆け抜けるワンウエイのコースとなっている。射水市にある日本海側最大級の斜張橋「新湊大橋」では、海王丸や富山湾（日本海）を眼下に駆け抜ける。
- 新湊大橋は強風等の悪天候で通行禁止となる可能性があり、その場合のサブコースが用意されている。スタートからゴールまでの直線距離は17kmで、未認定コースとなる。
- 2017年よりコースが一部変更され、コース終盤（約35km地点）の富山県立図書館などがある呉羽丘陵（呉羽山）の山麓（最高地点約30m）がコースから外され、よりフラットなコースとなった[3]。
- 2019年は工事のためコースが一部変更された[4]。
- 2021年よりコースが一部変更された（2020年に変更予定だったが、新型コロナウイルスの影響で中止となった）。
- 定員 13,000人[4]（2015年は10,000人[1]、2016年から2018年までは12,000人[5]）
- 制限時間 7時間[1]

現在のコース（日本陸連公認）
高岡市役所前（スタート） → 高岡古城公園 → 高岡大仏 → 山町筋（高岡御車山会館・高岡郵便局） → 高岡駅 → 高岡市立芳野中学校（八丁道） → 新高岡駅付近（赤祖父南交差点）〔折り返し〕 → 高岡市立芳野中学校（八丁道） → 県営高岡武道館 → 庄川堤防 → 新庄川橋 → 放生津八幡宮 → 海王丸パーク → 新湊大橋 → 射水市立堀岡小学校 → 富山高等専門学校射水キャンパス → 射水市立東明小学校 → 富山市立和合中学校 → 北代遺跡（富山市北代縄文館） → 富山市立桜谷小学校 → 富山北大橋 → 富山赤十字病院 → 富山県美術館 → 富岩運河環水公園（ゴール）
2019年までのコース（日本陸連公認）
高岡市役所前（スタート） → 高岡古城公園 → 高岡大仏 → 山町筋（高岡御車山会館・高岡郵便局） → 高岡駅 → 庄川堤防 → 新庄川橋 → 放生津八幡宮 → 海王丸パーク → 新湊大橋 → 射水市立堀岡小学校 → 富山市立桜谷小学校 → 富山北大橋 → 富山赤十字病院 → 富山県美術館 → 富岩運河環水公園（ゴール）
2016年までのコース（日本陸連公認）
高岡市役所前（スタート） → 高岡古城公園 → 高岡大仏 → 山町筋（高岡御車山会館・高岡郵便局） → 高岡駅 → 庄川堤防 → 新庄川橋 → 海王丸パーク → 新湊大橋 → 呉羽丘陵麓（富山県立図書館） → 富山大学五福キャンパス → 富山大橋 → 富山城址公園 → 富山駅付近 → 富山赤十字病院 → 富岩運河環水公園（ゴール）

### 車いすマラソン
- 高岡古城公園周辺コース（9km）
- 定員 30人
- 制限時間 40分
- 2015年は10km、2020年は9.7Km（中止）であった。

### ジョギング
- 海王丸パーク・新湊大橋周辺コース（約4km）
- 定員 1,000人
- 制限時間 50分
- 2015年は5km（高校生以上）、3km（中学生以上）、2km（小学生）であった。

## 受付
大会前日に富山市総合体育館にて受付を行い、当日には行わない。2015年は大会前々日も受付を行った。

## 運営
- 主催[1] - 富山マラソン実行委員会
- 共催[1] - 富山県、富山市、高岡市、射水市、北日本新聞社
- 主管[1] - 富山陸上競技協会

## 表彰・歴代優勝者

### フルマラソン
- 総合男女各1〜8位を表彰
- 年代別10歳刻み（29歳以下、30歳代、40歳代、50歳代、60歳代、70歳以上）の男女各1〜3位を表彰（総合1位から8位表彰対象者を除く）

 -数字- は優勝回数、 記録 は（当時の）大会記録。
|   | 開催日         | 男子選手           | 記録          | 女子選手             | 記録          |
| - | -------------- | ------------------ | ------------- | -------------------- | ------------- |
| 1 | 2015年11月1日  | 藤原新 (JPN)       | 2時間17分05秒 | 野尻あずさ (JPN)     | 2時間46分39秒 |
| 2 | 2016年10月30日 | 大野颯 (JPN)       | 2時間27分53秒 | 廣瀬光子 (JPN)       | 2時間50分54秒 |
| 3 | 2017年10月29日 | 藤原新 (JPN) -2-   | 2時間16分32秒 | 野尻あずさ (JPN) -2- | 2時間38分46秒 |
| 4 | 2018年10月28日 | 荒山博樹 (JPN)     | 2時間28分13秒 | 廣瀬光子 (JPN) -2-   | 2時間47分17秒 |
| 5 | 2019年10月27日 | 須河宏紀 (JPN)     | 2時間22分43秒 | 廣瀬光子 (JPN) -3-   | 2時間46分6秒  |
| 6 | 2021年11月7日  | 須河宏紀 (JPN) -2- | 2時間19分53秒 | 廣瀬光子 (JPN) -4-   | 2時間44分32秒 |
| 7 | 2022年11月6日  | 須河宏紀 (JPN) -3- | 2時間21分28秒 | 廣瀬光子 (JPN) -5-   | 2時間43分22秒 |
| 8 | 2023年11月5日  | 大石巧 (JPN)       | 2時間24分12秒 | 廣瀬光子 (JPN) -6-   | 2時間48分49秒 |
| 9 | 2024年11月3日  | 佐藤直也 (JPN)     | 2時間19分20秒 | 清田真央 (JPN) -6-   | 2時間45分9秒  |

### 車いすマラソン
- 男女各1〜3位を表彰

### ジョギング
- なし（ナンバーカードが抽選券を兼ねているので競技終了後に抽選会を実施）

## 歴史
富山マラソン2015（第1回）
- 開催日 2015年11月1日
- 種目 フルマラソン、車いすマラソン 10km、5km（高校生以上）、3km（中学生以上）、2km（小学生）
- 完走者 10,479人 (完走率 97.10%) / 出走者 10,797人
- 招待選手 藤原新、野尻あずさ
- ゲストランナー 石原良純

富山マラソン2016（第2回）
- 開催日 2016年10月30日
- 種目 フルマラソン、車いすマラソン 9km、ジョギング 約4km
- 完走者 11,552人 (完走率 95.90%) / 出走者 12,041人
- 沿道応援 15.2万人
- 招待選手 藤原新
- 大会ゲスト 有森裕子、石川末廣（応援）、金哲彦（マラソン）
- ゲストランナー 石原良純、野尻あずさ、内田もも香（体調不良で欠場）[13]

富山マラソン2017（第3回）
- 開催日 2017年10月29日
- 種目 フルマラソン、車いすマラソン 9km、ジョギング 約4km
- 完走者 11,368人 (完走率 95.42%) / 出走者 11,914人[7]
- 招待選手 藤原新、松見早希子、大野颯、廣瀬光子（2016年優勝者）
- 大会ゲスト 有森裕子（応援）、金哲彦（マラソン）
- ゲストランナー 山崎勇喜、野尻あずさ、水越ユカ

富山マラソン2018（第4回）
- 開催日 2018年10月28日[14]
- 種目 フルマラソン、車いすマラソン 9km、ジョギング 約4km
- 完走者 12,255人 (完走率 96.41%) / 出走者 12,711人[8]
- 招待選手 藤原新、野尻あずさ
- 大会ゲスト 有森裕子（応援）、金哲彦、尾崎好美（マラソン）
- ゲストランナー 水越ユカ

富山マラソン2019（第5回）
- 開催日 2019年10月27日
- 種目 フルマラソン、車いすマラソン 9km、ジョギング 約4km
- 完走者 12,593人 (完走率 95.5%) / 出走者 13,186人[9]
- 招待選手 藤原新、荒山博樹（2018年優勝者）、廣瀬光子、須河宏紀（延岡西日本マラソン2019優勝者）
- 大会ゲスト 有森裕子（応援）、金哲彦（マラソン）
- ゲストランナー 松田丈志、野尻あずさ、水越ユカ

富山マラソン2020（中止）
- 2020年は新型コロナウイルスの影響で中止となった[15][16]。
- 開催日 2020年11月1日
- 種目 フルマラソン、車いすマラソン 9.7km、ジョギング 約4km

富山マラソン2021（第6回）
- 開催日 2021年11月7日
- 種目 フルマラソン、車いすマラソン 9km、ジョギング 約4km
- 完走者 8,880人 (完走率 95.0%) / 出走者 9,347人[17]
- 招待選手 廣瀬光子、須河宏紀
- 大会ゲスト 有森裕子（応援）
- ゲストランナー 藤原新、磯野あずさ、ぶらっくすわん

富山マラソン2022（第7回）
- 開催日 2022年11月6日
- 種目 フルマラソン、車いすマラソン 9km、ジョギング 約4km
- 完走者 12,068人 (完走率 95.6%) / 出走者 12,617人[11]
- 招待選手 廣瀬光子、須河宏紀
- ゲストランナー 藤原新、磯野あずさ、松本岳、津田奈由子
- 一般参加として 井上咲楽

富山マラソン2023（第8回）
- 開催日 2023年11月5日
- 種目 フルマラソン、車いすマラソン 9km、ジョギング 約4km
- 完走者 12,631人 (完走率 94.2%) / 出走者 13,408人[12]
- 大会ゲスト 有森裕子（応援）
- 招待選手 廣瀬光子、須河宏紀、兼重志帆（体調不良により欠場）
- ゲストランナー 藤原新、山﨑勇喜、磯野あずさ、こわだ君、石原菜美、ぶらっくすわん（ジョギングの部）

## テレビ放送
中継
富山県内のケーブルテレビ全9局ならびに富山テレビ放送（BBT）において中継が行われる。過去の放送時間は以下のとおり。
| 開催年 | ケーブルテレビ | 富山テレビ放送                        |
| ------ | -------------- | ------------------------------------- |
| 2015年 | 8:30 - 16:15   | 8:55 - 9:30（スタート） 14:00 - 14:55 |
| 2016年 | 8:30 - 16:15   | 8:30 - 9:30（スタート） 14:00 - 14:55 |
| 2017年 | 8:30 - 16:15   | 8:30 - 9:30（スタート） 14:00 - 14:55 |
| 2018年 | 8:30 - 16:15   | 8:30 - 9:30（スタート） 14:00 - 14:55 |

ダイジェストなど
- BBTスペシャル（富山テレビ放送）
  - 2015年11月6日 19:00 - 19:57（みんなの富山マラソン2015）
  - 2016年11月4日 19:00 - 19:57（LIVE!みんなの富山マラソン〜笑顔と感動の2016総集編〜）
  - 2017年11月3日 19:00 - 19:57（LIVE!みんなの富山マラソン2017総集編）
  - 2018年11月2日 19:00 - 19:57（LIVE!みんなの富山マラソン2018総集編）[19]
- ラン×スマ（NHK BS1）
  - 2015年12月5日・12月12日 18:00 - 18:28